# 張拉拉
張拉拉（1987年5月26日—），滿族人，滿族名纳兰格娜。自稱是滿洲正黃旗納蘭氏后裔，皇族，16岁留学韩国，网络歌手。

## 音樂作品

### 專輯
- 2006年，《我愛豬八戒》

## 游戏代言
- 2007年, 《新蜀山剑侠OL》

## 杂志
- 2007年，《爱慕·腿秀(ShowLeg)》第九期模特儿，封面女郎

## 外部連結
- 新浪BLOG （页面存档备份，存于）